# Jaskinia Jasna w Strzegowej
Jaskinia Jasna w Strzegowej – jaskinia w skale Ścianki w miejscowości Strzegowa w województwie małopolskim, w powiecie olkuskim, w gminie Wolbrom. Zgodnie z regionalizacją geograficzną Polski według Jerzego Kondrackiego jest to obszar Bramy Wolbromskiej na Wyżynie Częstochowskiej. W opracowaniach wspinaczy skalnych skała opisywana jest jako Jamy i umieszczana w Paśmie Niegowonicko-Smoleńskim na Wyżynie Krakowsko-Wieluńskiej.
Skała i jaskinia znajdują się wśród pól uprawnych po zachodniej stronie zabudowań Strzegowej, w odległości około 630 m od drogi wojewódzkiej nr 794.

## Historia poznania i eksploatacji
Miejscowej ludności jaskinia znana była od dawna. W piśmiennictwie po raz pierwszy wzmiankował ją P. Przesmycki w 1912 r. W 1947 i 1949 r. prowadzono w jej namulisku badania archeologiczne. Odkryto w nim 8 poziomów kulturowych. W najstarszym z nich (najgłębszym) znaleziono szczątki zwierząt (m.in. niedźwiedzia jaskiniowego), na poziomie szóstym artefakty świadczące o zamieszkiwaniu w jaskini ludzi w późnym paleolicie, a w najmłodszym, siódmym poziomie – w neolicie. W latach 1992–1994 powtórnie archeolodzy badali jaskinię, by zweryfikować wcześniejsze odkrycia. Na szczycie skały znaleźli dowody świadczące o tym, że na dużą skalę wytwarzano tutaj krzemienne siekierki.
Jaskinia została zinwentaryzowana w 1949 r. przez K. Kowalskiego.
Od 2000 r. jaskinią zaczął się interesować Tarnogórski Klub Taternictwa Jaskiniowego. Poprowadzono w niej wówczas pierwsze projekty dróg wspinaczkowych. W 2005 r. wspinacze przeszli wiele dróg, później ich liczba stopniowo zwiększała się. Klub wygrał konkurs „Projekty ekiperskie – Małopolska 2010” i dzięki dofinansowaniu na wszystkich drogach wykonał atestowaną asekurację. Do 2012 r. w jaskini i na ścianie Ścianek powstało łącznie 52 dróg wspinaczkowych i 4 bulderowe. Wśród dróg wspinaczkowych jest 28 dróg sportowych, 17 dróg drytoolingowych i 7 dróg do wspinaczki tradycyjnej.

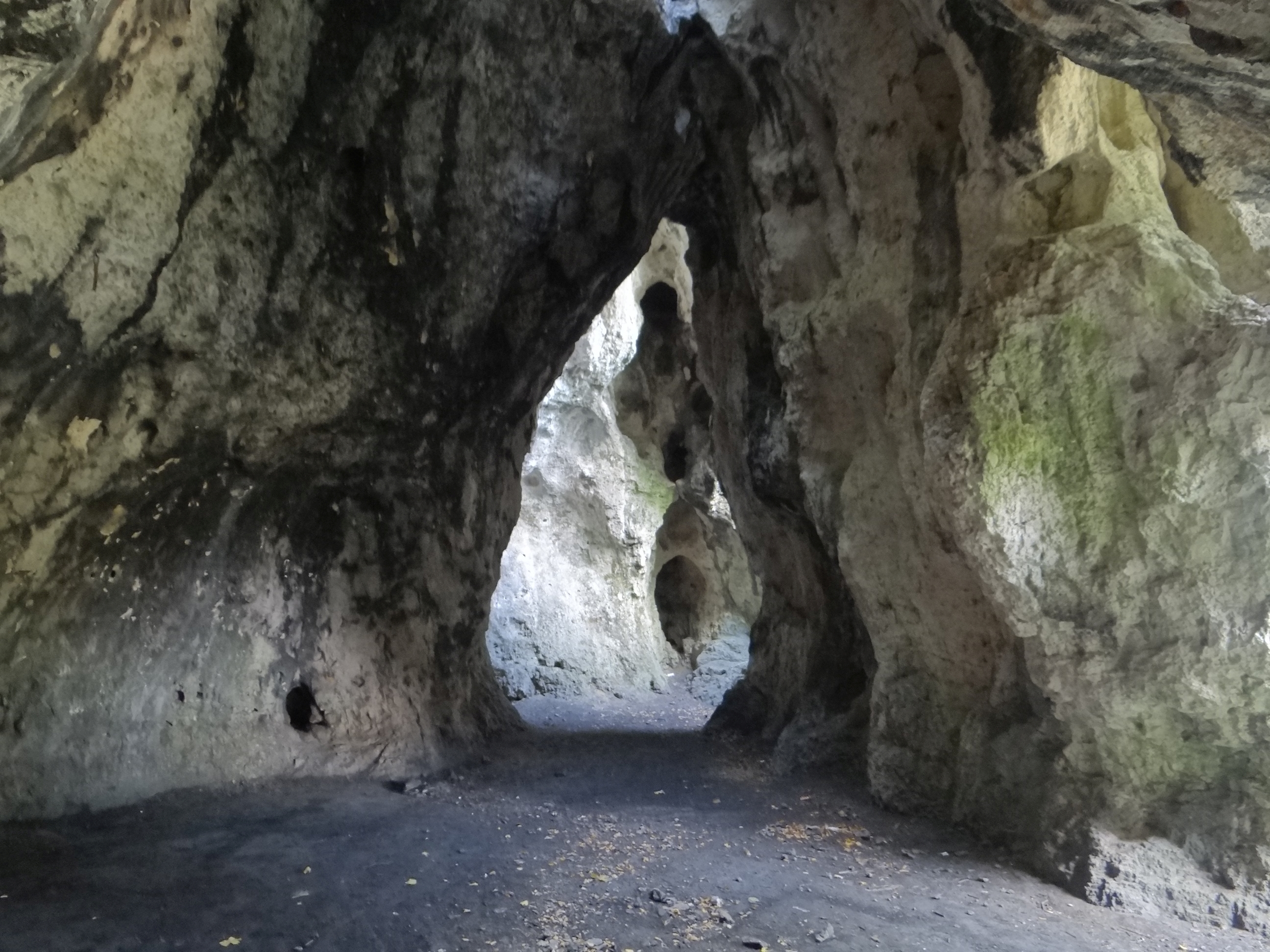
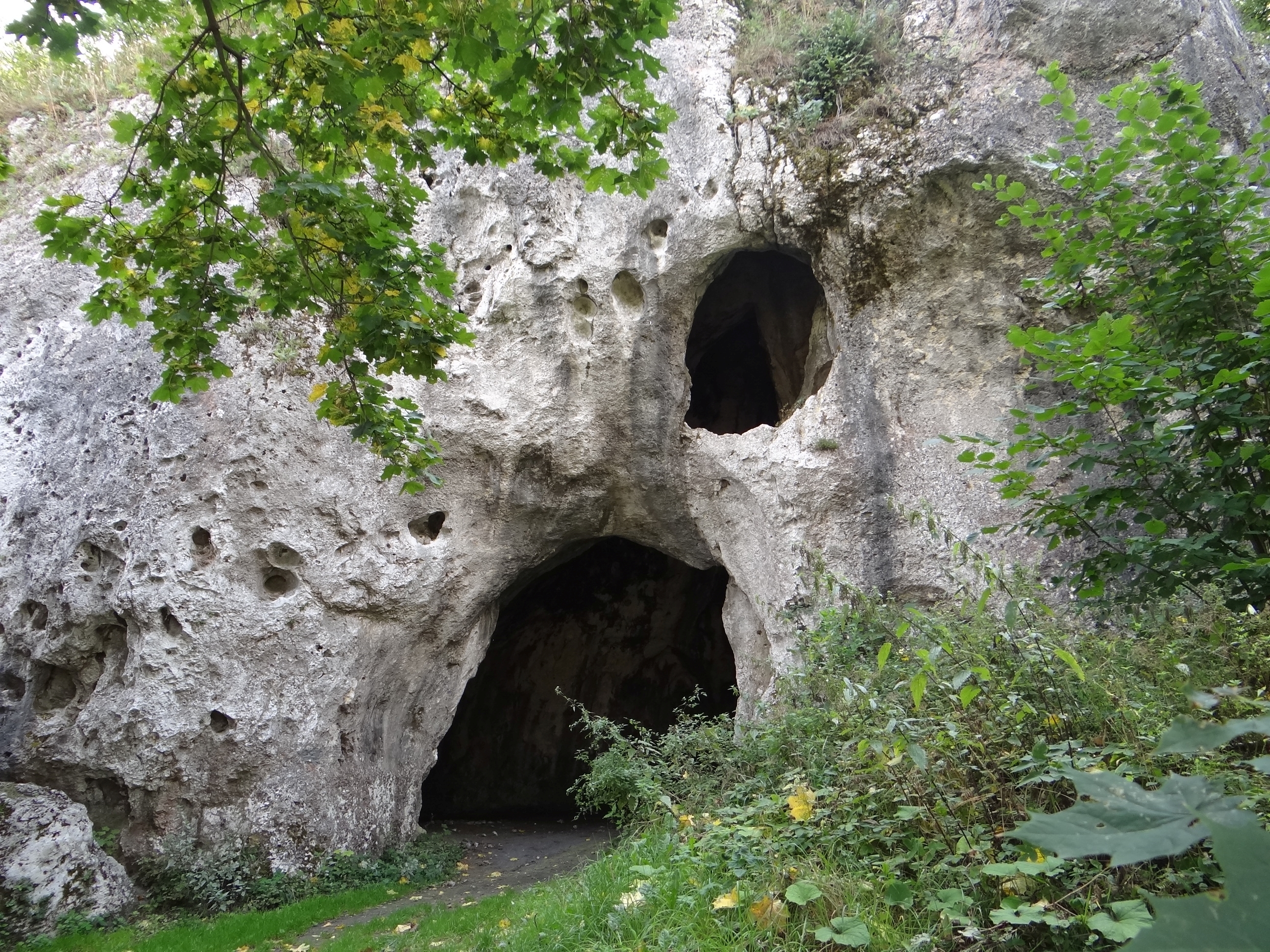
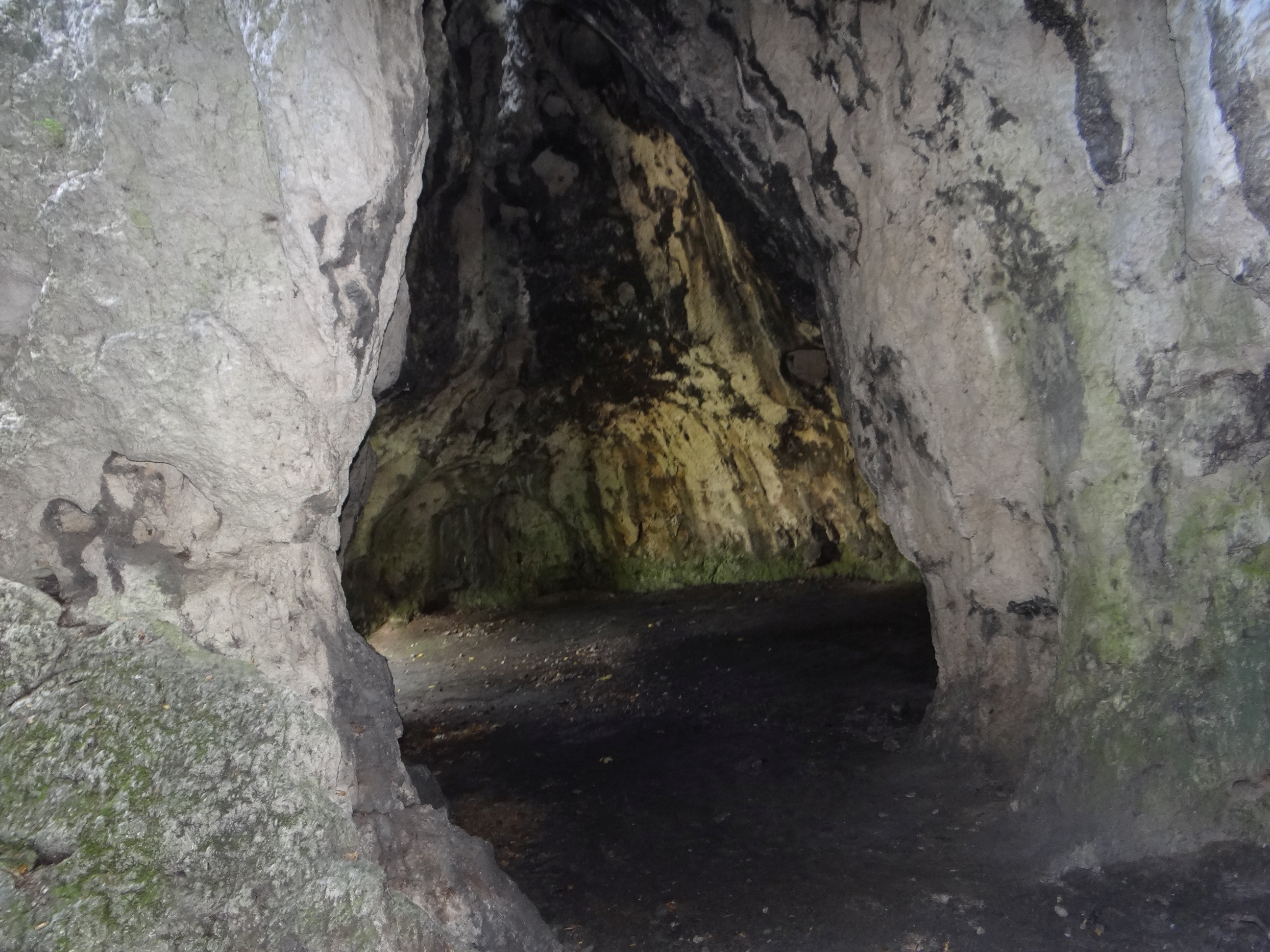
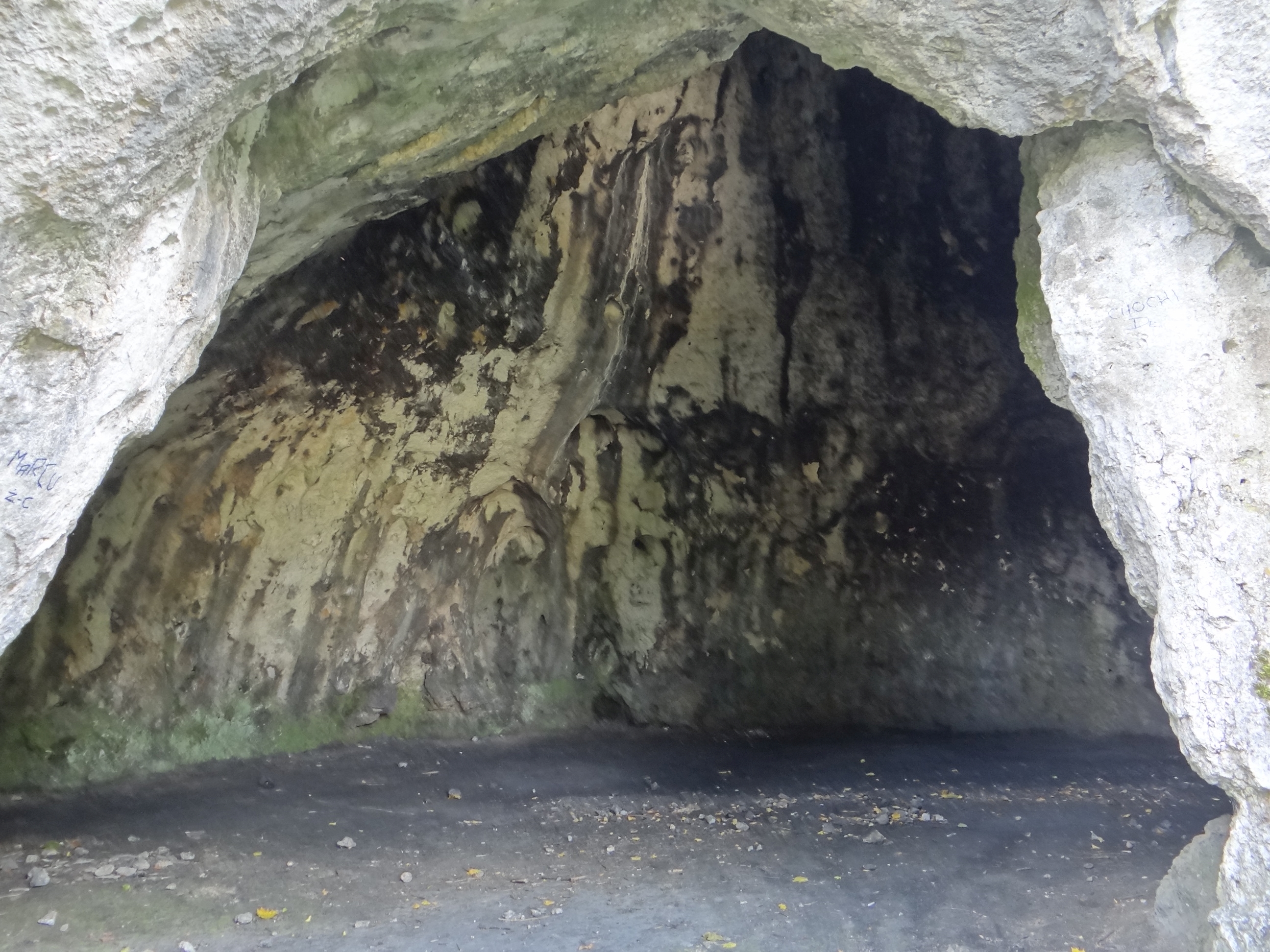

## Opis jaskini
Wejście znajduje się po północnej stronie skały Jamy. W ścianie skały widoczne są dwa duże otwory. Zaraz za dolnym z nich znajduje się duża sala o silnie wygładzonych ścianach. W jej zachodniej części są pnące się stromo w górę korytarzyki podzielone progami. Są silnie zerodowane i bez osadów. Występują w nich natomiast zwietrzałe nacieki. Jest też częściowo zawalony tunel prowadzący do drugiej części jaskini zwanej Lisimi Jamami. Ma ona postać niewielkiego tunelu z ciasnymi bocznymi korytarzykami.
Niemal cała jaskinia jest jasna. Na skale nad jaskinią znajduje się pionowa studnia prowadząca do dużej sali jaskini (niebezpieczeństwo wpadnięcia do niej).

## Wspinaczka w jaskini
Przy zachowaniu określonych zasad w jaskini dopuszczalna jest wspinaczka. Wspinacze skalni poprowadzili w jaskini łącznie 19 dróg wspinaczkowych i podzielili je na 4 sekcje:
- Jaskinia Jasna I – 6 dróg o długości 10–12 m i trudności VI+ – VI.2 w skali Kurtyki,
- Jaskinia Jasna II – 3 drogi o długości 12 m (jedna VI.4, dwie pozostałe bez wyceny),
- Jaskinia Jasna III – 4 drogi o długości 10–12 m (jedna VI.3+, trzy pozostałe bez wyceny),
- Jaskinia Jasna IV – 6 dróg o długości 12 m i trudności VI.1 – VI.3[5].

Skały jaskini są pionowe lub przewieszone i występują w nich takie formacje skalne jak: filar, komin, zacięcie. Są zdewastowane przez drytooling.